# Stenlille Sogn
Stenlille Sogn 
ist eine Kirchspielsgemeinde (dän.: Sogn)
auf der Insel Sjælland im südlichen Dänemark.
Bis 1970 gehörte sie zur Harde Merløse Herred im damaligen Holbæk Amt, danach zur Stenlille Kommune im Vestsjællands Amt, die im Zuge der  Kommunalreform zum 1. Januar 2007 in der Sorø Kommune in der Region Sjælland aufgegangen ist.
Im Kirchspiel leben 2469 Einwohner, davon 2049 im Kirchdorf (Stand: 1. Januar 2023).

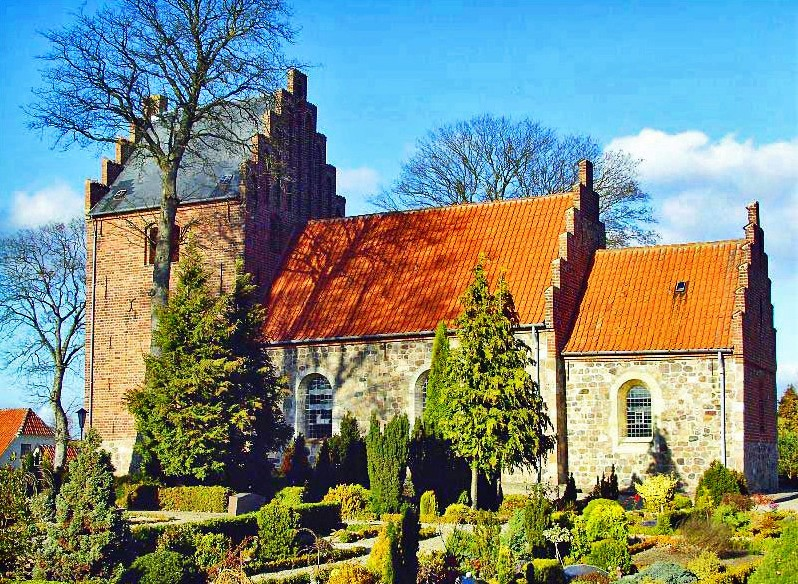
Stenlille kirke

Im Kirchspiel liegt die Kirche „Stenlille Kirke“.
Nachbargemeinden sind im Osten Stenmagle Sogn, im Südosten Kirke Flinterup Sogn, im Südwesten Munke Bjergby Sogn und Tersløse Sogn und im Westen Niløse Sogn, ferner in der nördlich benachbarten Holbæk Kommune Undløse Sogn.